# Monseñor Nouel (tỉnh)
Monseñor Nouel là một tỉnh của Cộng hòa Dominica. Tỉnh này đã được tách ranh từ La Vega năm 1982.
Tỉnh được đặt tên theo Monseñor Dr. Adolfo Alejandro Nouel y Bobadilla (1862-1937), tổng Giám mục của Santo Domingo và từng làm tổng thống quốc gia này trong một thời gian ngắn 1912-1923.

## Các đô thị và các huyện đô thị
Đến thời điểm ngày 20 tháng 10 năm 2006, tỉnh này được chia thành đô thị (municipio) và các huyện đô thị (distrito municipal - D.M.):
- Bonao
  - Arroyo Toro-Masipedro (D.M.)
  - Jayaco (D.M.)
  - Juma Bejucal (D.M.)
  - Sabana del Puerto (D.M.)
- Maimón
- Piedra Blanca
  - Juan Adrián (D.M.)
  - Villa Sonador (D.M.)

Dưới đây là bảng các đô thị và huyện đô thị.
| Name                    | Tổng dân số | Dân số đô thị | Dân số nông thôn |
| ----------------------- | ----------- | ------------- | ---------------- |
| Bonao                   | 247103      | 203914        | 43189            |
| Maimón                  | 65749       | 31588         | 34161            |
| Piedra Blanca           | 72589       | 41089         | 31500            |
| Monseñor Nouel province | 385441      | 276591        | 108850           |